# Pēteris Supe
Pēteris Aivars Supe, ps. Cinītis (ur. 1 stycznia 1920, zm. 1 kwietnia 1946 w okolicach Jaungulbene) – jeden z przywódców antykomunistycznego podziemia na Łotwie, komendant Zjednoczenia Narodowych Partyzantów Łotwy od kwietnia do września 1945 r.

## Życiorys
Ukończył Łotewski Uniwersytet Rolniczy, uzyskując wykształcenie agronomiczne. W tym też charakterze pracował. W 1943 r. rozpoczął służbę w Waffen-SS. W tym samym roku radzieccy partyzanci zabili kilku członków jego rodziny. W 1944 r. przeszedł niemieckie przeszkolenie w zakresie walki partyzanckiej w ramach SS-Jagdverband Ost, w ramach operacji Dziki Kot (niem. Wildkatze, łot. Mežaķakis), razem z innymi łotewskimi ochotnikami przygotowywanymi do walki partyzanckiej na tyłach Armii Czerwonej.
Prawdopodobnie w nocy z 1 na 2 listopada 1944 r. został razem z 10 innymi partyzantami zrzucony na spadochronie na teren powiatu Viļāni w Łatgalii. Wspólnie z innymi partyzantami wyszkolonymi przez Niemców zaczął podporządkowywać sobie powstałe w Łatgalii i Liwonii oddziały antyradzieckiego podziemia. 10 grudnia 1944 r. na spotkaniu dowódców oddziałów utworzone zostało Zjednoczenie Narodowych Partyzantów Łotwy (LNPA), którego komendantem został Jānis Ozols, zaś Supe otrzymał stanowisko szefa sztabu. W styczniu 1945 r. został również dowódcą bazy partyzanckiej na bagnach Stompaku, na zachód od Viļaki w Łatgalii. W miejscu tym partyzanci wznieśli ok. 20 bunkrów, w których mogło na stałe przebywać 300-360 uzbrojonych ludzi. 2 marca 1945 r. obóz został zaatakowany przez siły NKWD. Dowódca obozu wydał rozkaz jego obrony; dopiero po całym dniu walki partyzanci wycofali się i rozproszyli.
W kwietniu 1945 r. Ozols zginął w potyczce z oddziałem radzieckim, a Supe został po nim komendantem organizacji. Razem z szefem sztabu Antonsem Circānsem udał się w objazd powiatów Abrene, Valka, Aluksne i Kieś, by zjednoczyć pod swoim dowództwem działające tam oddziały utworzone przez partyzantów wyszkolonych przez Niemców lub powstałe spontanicznie po przejściu Armii Czerwonej. Wiosną i latem zdołał włączyć większość takich grup do LNPA. Po kapitulacji III Rzeszy Supe ogłosił odejście od dotychczasowego proniemieckiego kursu politycznego LNPA i uznanie Wielkiej Brytanii oraz USA za sojuszników Łotyszy. We wrześniu 1945 r. zgodził się podporządkować swoją organizację zbrojną Łotewskiemu Zjednoczeniu Strażników (Partyzantów) Ojczyzny (LTS(P)A) kierowanemu przez ks. Antonsa Juhņevičsa. Otrzymał w podziemiu stopień pułkownika i stanowisko dowódcy IV dywizji LTS(P)A działającej w powiatach Abrene, Lucyn i Madona, a także wszedł do prezydium całej organizacji.
Supe został zastrzelony 1 kwietnia 1946 r. razem ze swoim szefem sztabu przez agenta NKWD-MGB Jānisa Klimkānsa, byłego działacza młodzieżowej organizacji łotewskich partyzantów, zwerbowanego do współpracy po aresztowaniu na przełomie 1945 i 1946 r.
W 2005 r. w Viļace odsłonięto tablicę pamiątkową ku jego czci.